# 宇治石
宇治石（うじいし）は、京都府宇治市付近に分布する輝録凝灰岩。海底火山により形成されたと考えられている。用途は、灯篭、茶臼、石棺。